# Ґандзані
Ґандзані (груз. განძანი) — село в Грузії.
За даними перепису населення 2014 року в селі проживає 2558 осіб.